# インファンド工法

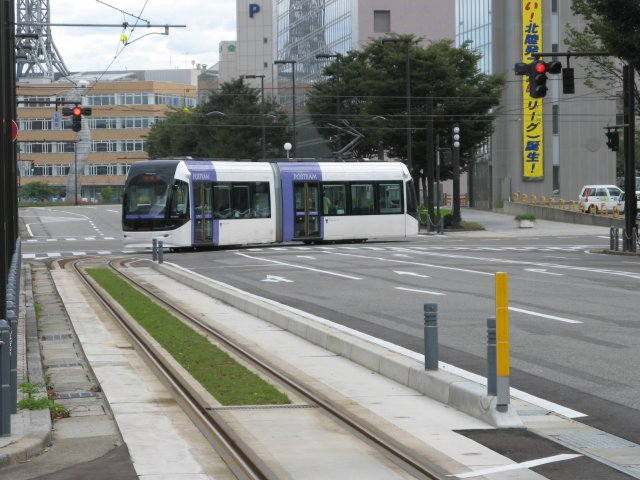
インファンド工法が採用された富山港線

インファンド工法（インファンドこうほう）とは、鉄道・軌道のレール敷設工法の一つである。

## 概要
インファンド工法の大きな特徴は、路盤への固定方法である。他の工法が、犬釘などの金具を用いて枕木やスラブ軌道に固定されるのに対し、インファンド工法ではコンクリートの路盤に設けられた溝にレールを埋め込み、樹脂を流し込んで固定する。この工法により、騒音、振動が従来の工法よりも少なくなるとされている。
かつての路面電車をLRTとして復活させているヨーロッパ（ドイツ）の会社によって開発されている。

## 日本における導入状況
日本の路面電車路線では、2002年に熊本市交通局上熊本線上熊本駅前電停（現 上熊本電停）の線路移設工事に際して導入されたのを皮切りに、線路新設・移設に際して導入されている。2006年に開業した富山ライトレール富山港線 (現 富山地方鉄道富山港線) では富山駅北電停を除く併用軌道全線がインファンド軌道となった。
| 都市名 | 事業者 | 事業名                           | 区間                       | 延長     | 単複の区別                  | 事業年度        |
| ------ | ------ | -------------------------------- | -------------------------- | -------- | --------------------------- | --------------- |
| 熊本市 | 熊本市 | 上熊本車両基地軌道工事           | 上熊本駅前付近             | 115 m    | 複線                        | 2001 - 2002年度 |
| 熊本市 | 熊本市 | 市道南熊本駅新町線軌道移設工事   | 辛島町、西辛島町交差点付近 | 170 m    | 複線                        | 2003年度        |
| 熊本市 | 熊本市 | 県道熊本駅北部線                 | 祇園橋付近                 | 80 m     | 複線                        | 2004年度        |
| 広島市 | 広島県 | 広島港（宇品）停留場移設工事     | 南区宇品海岸通り1丁目      | 101 m    | 複線                        | 2002 - 2003年度 |
| 福井市 | 福井市 | 市道福井駅前線改修工事           | 西武だるまや前 - 福井駅前  | 270 m    | - 複線：038 m - 単線：232 m | 2003年度        |
| 京都市 | 京都市 | 葛野大路交差点改良               | 都市計画道路葛野大路交差点 | 25 m     | 複線                        | 2004年度        |
| 富山市 | 富山市 | 富山ライトレール富山港線新設工事 | 富山駅北 - 奥田中学校前    | 1.1 km   | 単線                        | 2005年度        |
| 富山市 | 富山市 | 市内電車環状線化事業             | 丸の内停留場 - 西町停留場  | 940 m    | 単線                        | 2007 - 2009年度 |
| 富山市 | 富山市 | 富山大橋架け替え工事             | 都市計画道路呉羽町袋線     | 1.3 km   | 複線                        | 1999 - 2014年度 |
| 東京都 | 豊島区 | 補助81号新設工事                 | 向原-東池袋4丁目           | 0.181 km | 複線                        | 2016 - 2018年度 |

出典：表1「防音・防振軌道化」、『日本の都市と路面公共交通』186頁。富山市総合交通戦略 (PDF) 、富山大橋　都市計画道路呉羽町袋線 (PDF) （富山県）